# Crossopteryx
Crossopteryx là một chi thực vật có hoa trong họ Thiến thảo (Rubiaceae).

## Loài
Chi Crossopteryx gồm các loài: